# Jérémie Rodrigues
Jérémie Rodrigues (Schiltigheim, 1º novembre 1980) è un ex calciatore francese, di ruolo difensore.

## Carriera
Ha giocato nella seconda divisione francese e nella massima serie cipriota e bulgara.